# 聚乳酸
聚乳酸（英語：Polylactic Acid或Polylactide，縮寫：PLA），是一種热塑性脂肪族聚酯。生产聚乳酸所需的乳酸或丙交酯可以通过可再生资源发酵、脱水、纯化后得到，所得的聚乳酸一般具有良好的机械和加工性能，而聚乳酸产品废弃后又可以通过各种方式快速降解。

## 生产
乳酸的结构中同时含有羧基和羟基，故乳酸分子之间可以发生酯化反应形成长链。虽然名叫聚乳酸，但绝大部分羧基已经在聚合反应中反应掉，实际并没有什么酸性，这一点和聚丙烯酸为代表的侧基均为羧基的聚合物不同。聚乳酸的单体乳酸可以透过化学合成或者透过可再生资源合成。一般使用玉米、木薯提取出的淀粉，甘蔗和甜菜提取的糖和秸秆等提取的纖維素，經過發酵、脱水等過程获得乳酸。所获得的乳酸需要进行纯化，才能进行聚乳酸的生产，因为乳酸中含有的微量富马酸和醋酸都会造成聚合反应的终止:28。
目前生产聚乳酸的途径主要有三条：

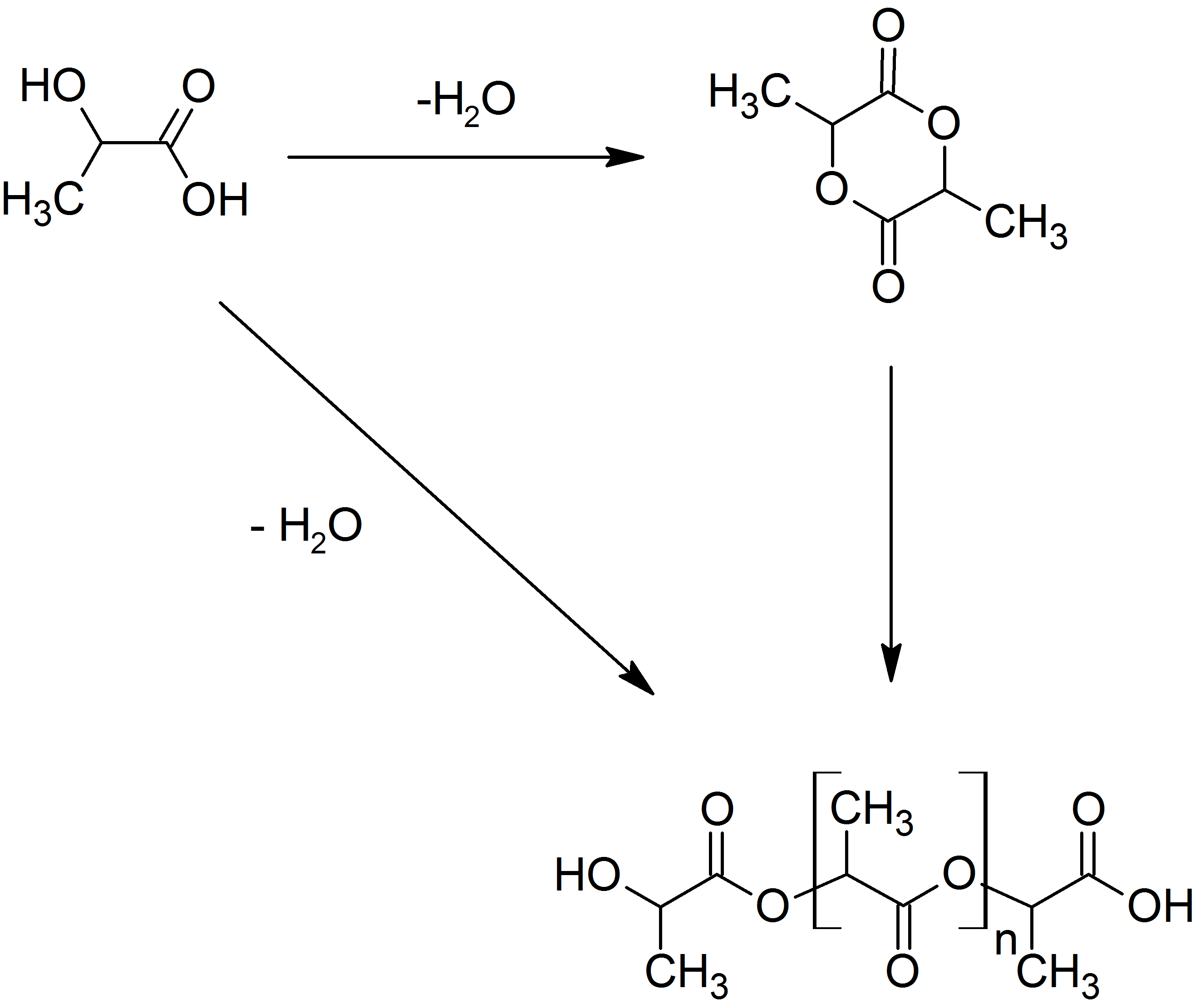
聚乳酸的主要合成途径

- 以乳酸为原料直接缩聚：由于乳酸缩聚反应中逐渐生成的水会引起水解和链转移，所以一般先通过闪蒸等手段除去原料乳酸中残存水分，之后在100°C，1kPa的低压下脱水生成丙交酯和小分子量聚乳酸，然后以氯化亚锡和对甲苯磺酸为催化剂，在160°C温度下进行熔融缩聚，可以得到分子量高于80000的聚乳酸[2]:42。如果想进一步提高分子量，可以将熔融聚乳酸冷却后进一步缩聚，或在共沸蒸馏的条件下进行缩聚，不断把生成的水除去，最终可以得到分子量超过100,000的聚乳酸。
- 以乳酸为原料缩聚成一定分子量的聚乳酸后，加入酸酐和环氧树脂等偶联剂。偶联剂可以与聚乳酸链末端残余的羟基和羧基发生反应，达到较短链互相结合产生长链的扩链效果[3]:173
- 先以两分子乳酸彼此酯化形成丙交酯，然后以纯化的丙交酯为原料，在金属催化剂（比如丁基锡）的作用下进行开环聚合。华莱士·卡罗瑟斯在1932年就发现了这一反应，但直到1954年杜邦公司改进了丙交酯的提纯方法之后才开始工业生产。丙交酯为原料时常用的聚合方式是溶液聚合、悬浮聚合或熔融聚合[3]:176。

通过在聚乳酸的生产中加入其他单体，聚乳酸还可以与羟基乙酸和乙二醇形成多种共聚物:44-45
除了乳酸和丙交酯以外，五元环化合物L-Lactic acid O-carboxyanhydride（lac-OCA）是一种新的合成原料，它发生聚合反应生成聚乳酸的同时并非生成水而是生成二氧化碳，二氧化碳可以直接脱离反应体系，从而使平衡向生成聚乳酸的方向移动，使lac-OCA的反应效率比使用丙交酯要高。最近的研究希望将类似于合成聚羟基脂肪酸酯的生物合成法应用在合成聚乳酸上，使用的是大肠杆菌直接进行发酵

## 材料性质

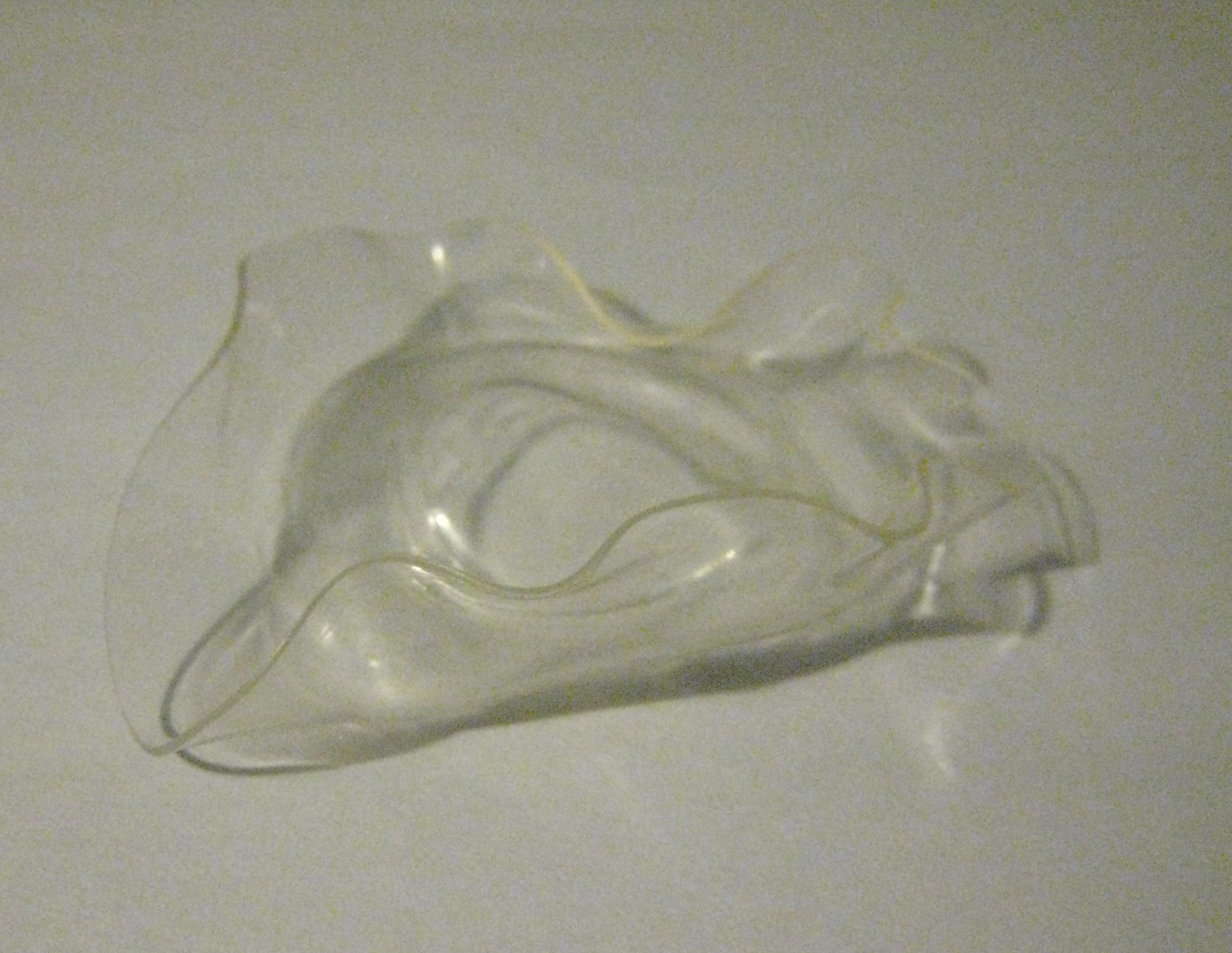
聚乳酸杯子盛放热液体后的效果，所以常需加入其他组分来提高耐热性能

聚乳酸的熔点、耐热性、机械性能、加工性能都与其结晶度有关，而影响其结晶度的最主要因素是原料中L-乳酸和D-乳酸的配比。如果原料是纯的L-乳酸或者纯D-乳酸，则所得的聚L-乳酸（简称PLLA）是高结晶性聚合物，聚D-乳酸（简称PDLA）是半结晶聚合物。聚L-乳酸的结晶度大概是37%，其玻璃化转变温度大约是65°C，熔点是180°C，拉伸模量大约为3-4GPa，弯曲模量大约为4-5GPa。即使只加入少量右旋聚乳酸，结晶度也可以提高较多。比如聚L-乳酸按照一定比例和聚D-乳酸共混后，聚L-乳酸的熔点最多可以提高50°C，热弯曲温度升高到了大约190°C。所得的抗热性聚乳酸可以在110°C 的环境下使用聚乳酸和聚苯乙烯、PETE的机械性质相似，但可连续使用的温度要低得多，结晶度提高后可以提高可连续使用的温度，但生物降解速率也随之变低了。将聚乳酸置于坩埚中加热可以汽化为可燃气体。
相对于其他生物可降解材料，聚乳酸具有部分疏水性。聚乳酸和聚乳酸的共聚物的最佳溶剂是氯仿。除此之外，聚乳酸可溶于氯化溶剂、热苯、四氢呋喃和1,4-二噁烷但不溶于水、乙醇和大多数脂肪烃溶剂:180。

## 应用

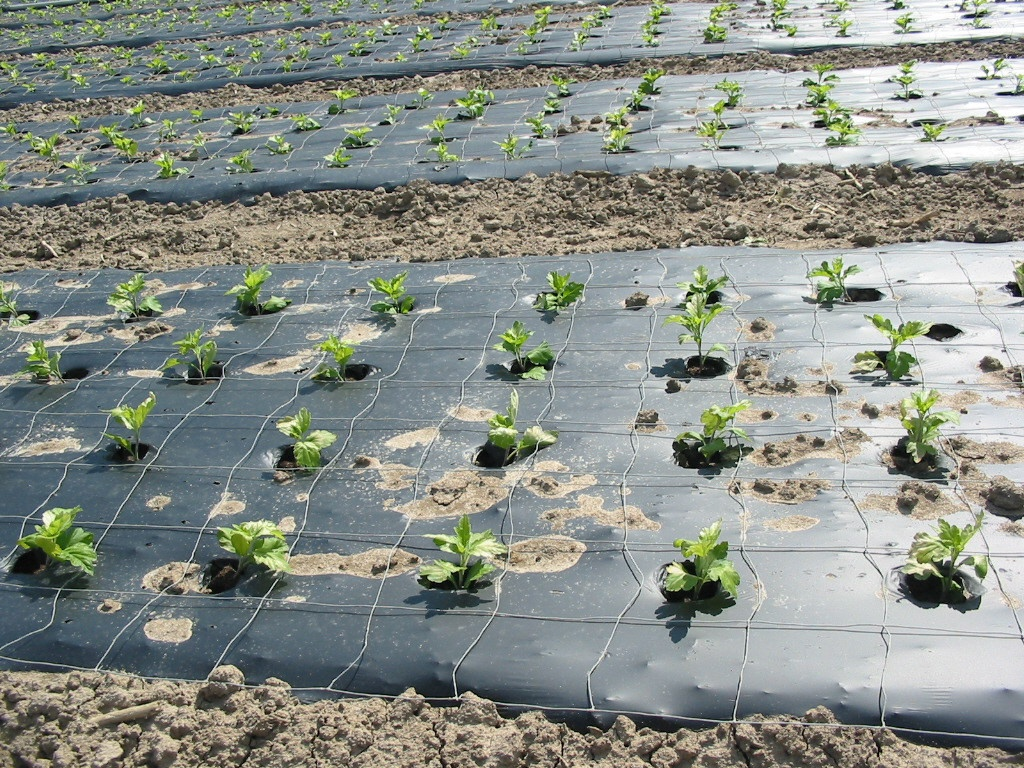
聚乳酸共混物制造的作物用薄膜

聚乳酸已经广泛应用在生物医学工程上，用作手術縫合線、骨釘和骨板等。使用聚乳酸做的手术线无需拆线，可以缓慢水解为乳酸被身体代谢掉。一般的降解时间需要半年到两年:363。骨板的理想要求是能够逐渐降解，使骨头能够一步步承受起逐渐增加的应力，而聚乳酸的逐渐降解的性质非常适合制作骨板。不足之处是纯乳酸降解时的机械强度性质下降太快，所以一般需要加入纤维形成有较高强度的复合材料:185。
聚乳酸的应用現在已经超出医学的范围，广泛應用於一些常見的物品，如：包裝袋、农作物用薄膜、紡織纖維和杯子。聚乳酸所制的包装材料起初造价较高，但如今已经成为最常见的包装材料之一。通过挤出、注塑和拉伸等加工处理，聚乳酸可以制成纤维和薄膜。聚乳酸薄膜的透水透气性都比聚苯乙烯薄膜要低。由于水和气体分子是通过聚合物的无定形区扩散的，所以可以通过调节聚乳酸的结晶度来调节聚乳酸薄膜的透水透气性:180。
聚L-乳酸的玻璃化转变温度较低，可以用于形状记忆聚合物的研究上。其低玻璃化转变温度的特性也被用于熔融沉積成型(英：Fused deposition modeling, FDM)三维打印机的进料材料，例如RepRap和Makerbot等。也是塑造脸部轮廓的产品的主要组成部分。加入D-乳酸之后所生产的抗热聚乳酸可以用于微波炉加热用器皿、盛放热液体的容器甚至工程材料。

## 回收

聚乳酸（PLA）可能归于“其它”类♹

聚乳酸的塑料分类标志是♹“其它”。但在中华人民共和国推荐标准中是♺92号。
废弃的聚乳酸产品有多种廢棄物處理方式，如自然分解、堆肥、焚化處理。由于聚乳酸的分解温度较低（约为230-260°C，与结晶度有关），乳酸焚化产生的熱量較傳統塑膠低，产生的气体主要为一氧化碳、二氧化碳、乙醛等。聚乳酸主要降解形式是水解，可以和热降解同时进行，水解速率同样和结晶度有很大关系。聚乳酸水解生成的羧酸会催化其进一步的水解，即自催化效应。通过和别的聚合物共混或共聚可以提高聚乳酸的使用性能，但同时也降低了其优良的降解性。
聚乳酸不容易被微生物攻击而降解，也不像其他的聚酯一样容易在酶的作用下降解，但仍有一些酶比如链酶蛋白酶和菠萝蛋白酶可以促进其降解。伽马射线和电子束也会使聚乳酸链上产生自由基，从而造成辐射降解。辐射降解的效率和聚乳酸的残余端基有关，对于带芳香环的聚乳酸共聚物，辐射降解的效率也会提高。